# Негруцци, Якоб
Якоб Негруцци (рум. Iacob Negruzzi, в ЭСБЕ и некоторых основанный на нём источниках имя передано как Яков; 31 декабря 1843 — 6 января 1932, Бухарест) — молдавский и румынский поэт, писатель, драматург, литературный критик, журналист. Профессор коммерческого (торгового) права в Ясском, потом в Бухарестском университете. Доктор философии (1863). Председатель Румынской академии (1893—1894).

## Биография
Сын Констаке Негруцци (1808—1868), молдавского и румынского писателя.
В 1863 году в Яссах, совместно с четырьмя другими молодыми людьми, добившимися впоследствии большой известности — Петре Карпом, Теодором Россетти, Василе Погором и Титу Майореску — основал литературный кружок «Жунимя» («Молодость»). Друзья приобрели типографию и начали выпускать свой журнал «Convorbiri literare» («Литературные беседы»).
Якоб Негруцци был секретарем литературного общества «Жунимя» и редактором журнала «Литературные беседы» (Convorbiri literare).
Позднее редакция журнала и общество «Жунимя» переехали в Бухарест. Это литературное общество быстро завоевало себе авторитет. Впоследствии «Жунимя» превратилось в политическую организацию консервативного толка и даже участвовало в правительственных выборах.
До 1884 — профессор коммерческого права в Ясском университете, затем до 1897 преподавал на юридическом факультете Бухарестского университета.

## Творчество
Автор многих поэтических и прозаических произведений, лирических стихотворений и баллад, отличающихся простотой и юмором. Написал роман «Mihaiu Vereanu» (1873).